# Lutjanus coeruleolineatus
Lutjanus coeruleolineatus là một loài cá biển thuộc chi Lutjanus trong họ Cá hồng. Loài này được mô tả lần đầu tiên vào năm 1838.

## Từ nguyên
Từ định danh được ghép bởi hai âm tiết trong tiếng Latinh: coeruleus ("xanh lam") và lineatus ("có sọc"), hàm ý đề cập đến các sọc ngang màu xanh óng ở hai bên thân trên của loài cá này.

## Phân bố và môi trường sống
L. coeruleolineatus có phân bố giới hạn ở vùng Tây Bắc Ấn Độ Dương, được tìm thấy ở phần lớn vùng biển bao quanh bán đảo Ả Rập trừ phía bắc Biển Đỏ, trải dài đến Pakistan, xuống phía nam đến đảo Socotra và vịnh Aden. Một ghi nhận của L. coeruleolineatus xa hơn ở phía đông là tại vịnh Mannar.
L. coeruleolineatus sống tập trung gần các rạn san hô, được quan sát ở độ sâu khoảng 10–20 m.

## Mô tả
Chiều dài cơ thể lớn nhất được ghi nhận ở L. coeruleolineatus là 43,7 cm, thường thấy với chiều dài trung bình khoảng 20 cm. Thân trên màu vàng tươi, sẫm hơn ở lưng, dần chuyển sang màu trắng ở bụng. Hai bên thân có 7‒8 sọc mảnh màu xanh lam óng. Có một đốm đen lớn nằm trên đường bên, ngay dưới các tia vây lưng mềm trước nhất. Đầu lốm đốm các chấm màu xanh óng. Các vây màu vàng.
Số gai ở vây lưng: 10; Số tia vây ở vây lưng: 12‒14; Số gai ở vây hậu môn: 3; Số tia vây ở vây hậu môn: 8‒9.

## So sánh
Phức hợp cá hồng vàng sọc xanh bao gồm các loài sau: Lutjanus bengalensis, L. coeruleolineatus, Lutjanus kasmira, Lutjanus notatus và Lutjanus quinquelineatus, sau đó mới thêm vào 2 loài nữa là Lutjanus octolineatus và Lutjanus sapphirolineatus. Phân tích tiểu đơn vị cytochrome c oxidase I của ty thể giúp xác định tính hợp lệ của từng loài trong phức hợp này.
L. coeruleolineatus dễ dàng phân biệt nhờ vào số sọc xanh nhiều hơn hẳn các loài còn lại. L. quinquelineatus cũng có đốm đen như L. coeruleolineatus nhưng chỉ có 6 sọc xanh và các sọc này dày hơn.

## Sinh thái
L. coeruleolineatus thường hợp thành những nhóm nhỏ hoặc sống đơn lẻ. Thức ăn của chúng có lẽ là cá nhỏ hơn và động vật giáp xác.
Trong một nghiên cứu ở bờ biển Salalah (Oman), chiều dài thuần thục sinh dục ở L. coeruleolineatus là 28 cm (cá đực) và gần 30 cm (cá cái); mùa sinh sản kéo dài từ tháng 8 đến tháng 1 năm sau với đỉnh điểm là vào tháng 10 và tháng 1. Độ tuổi cao nhất được ghi nhận ở loài này lần lượt là là 14 năm (cá đực) và 18 năm (cá cái).

## Giá trị
L. coeruleolineatus là loài cá thương mại quan trọng.